# 小野翔平
小野 翔平（おの しょうへい、1999年4月25日 - ）は、日本の男子バレーボール選手である。

## 来歴
岡山県倉敷市出身。母の影響で小学2年生からバレーボールを始める。
岡山東商業高等学校、東京学芸大学を経て、2021-22シーズン、V.LEAGUE DIVISION1 MEN（V1男子）に所属する大分三好ヴァイセアドラーの内定選手となった。内定選手としてV1の試合に出場しVリーグデビューも果たした。
2022年、大学卒業後に、大分三好ヴァイセアドラーに入団した。
2023年、2022-23シーズン終了をもって大分三好ヴァイセアドラーを退団し、VC長野トライデンツに移籍した。
2025年4月、2024-25シーズン限りでの契約満了が発表された。5月21日に自由交渉選手として公示。6月にレーヴィス栃木入団が発表された。

## 人物
- VC長野ではアタゴシステム株式会社に所属していた[8]。

## 所属チーム
- 岡山東商業高等学校（2015-2018年）
- 東京学芸大学（2018-2022年）
- 大分三好ヴァイセアドラー（2022-2023年）
- VC長野トライデンツ（2023-2025年）
- レーヴィス栃木（2025年-）